# Arab Feminist Union
Arab Feminist Union (AFU), även kallad All-Arab Feminist Union, General Arab Feminist Union och Arab Women's Union var en internationell paraplyorganisation för kvinnoföreningar i Arabländer, grundad 1945.
Den grundades av Egyptian Feminist Union på Arab Women's Congress of 1944, vilket ledde till att Arab Women's Association of Palestine splittrades, och dess utbrytargrupp bildade Arab Women's Union (Arab Feminist Union). 